# Olympische Sommerspiele 1908/Leichtathletik – Speerwurf Mittelgriff (Männer)
Der Speerwurf der Männer in der heute üblichen Mittelgrifftechnik bei den Olympischen Spielen 1908 in London wurde am 17. Juli 1908 im White City Stadium entschieden. Am Vormittag des gleichen Tages fand eine Qualifikation statt, aus der sich drei Werfer für den Wettkampf qualifizierten.
Der Speerwurf war in London erstmals Teil des olympischen Programms. Es gab sogar zwei unterschiedliche Speerwurfwettbewerbe. Bei der hier beschriebenen Variante „Mittelgriff“ musste der Werfer den Speer in der Mitte halten und aus dieser Griffposition heraus werfen, was dem heute üblichen Wurfstil entspricht.
In dieser Disziplin dominierten die Sportler aus Skandinavien. Der Schwede Eric Lemming wurde Olympiasieger, der Norweger Arne Halse gewann die Silbermedaille. Bronze ging an Lemmings Landsmann Otto Nilsson.

## Rekorde
Die damals bestehenden Weltrekorde waren noch inoffiziell. Da der Speerwurf erstmals olympisch war, existierte eigentlich noch kein olympischer Rekord. Allerdings war bei den Athener Zwischenspielen 1906 eine Speerwurfkonkurrenz ausgetragen worden. Die dabei erzielte Siegesweite ist hier als Olympiarekord benannt.
| WR                                   | 56,55 m | Eric Lemming | SWE | Falun (SWE), 29. September 1907                   |
| OR – erzielt bei den Zwischenspielen | 53,90 m | Eric Lemming | SWE | Finale Zwischenspiele Athen (GRE), 26. April 1906 |

Folgende Rekorde wurden bei den Olympischen Spielen 1908 im Speerwurf (Mittelgriff) gebrochen oder eingestellt:
| OR | 54,83 m | Eric Lemming | Schweden | Finale, 14. Juli |

## Ergebnisse
Die Angaben zu den erzielten Weiten differieren in den einzelnen Quellen. Manchmal liegen die Abweichungen bei nur einem Zentimeter, es gibt jedoch in einigen Fällen auch deutlichere Unterschiede. Die Übersichten unten stellen die verschiedenen Varianten dar.

### Qualifikation
Die Qualifikation wurde in zwei zeitlich gestaffelten Gruppen ausgetragen. Die Ergebnisse dieser Gruppen wurden zusammengefasst. Nur die insgesamt besten drei Werfer der Qualifikation – hellgrün unterlegt – konnten den Finalwettkampf bestreiten. Die in der Qualifikation erzielten Leistungen wurden in der Wertung des Endresultats mitberücksichtigt. Sowohl in der Qualifikation als auch im Finale hatten die Teilnehmer je drei Versuche.

#### Gruppe A
| Name               | Land           | Weite (m) |
| ------------------ | -------------- | --------- |
| Otto Nilsson       | Schweden       | 47,11     |
| Aarne Salovaara    | Finnland       | 46,81     |
| Armas Pesonen      | Finnland       | 45,71     |
| Carl Bechler       | Deutschland    | k. A.     |
| John Johansen      | Norwegen       | k. A.     |
| Juho Halme         | Finnland       | k. A.     |
| Charalambos Zouras | Griechenland   | k. A.     |
| Henry Leeke        | Großbritannien | k. A.     |
| Hugo Wieslander    | Schweden       | k. A.     |
| Jimmy Tremeer      | Großbritannien | k. A.     |

| Name               | Land           | Weite (m) |
| ------------------ | -------------- | --------- |
| Otto Nilsson       | Schweden       | 47,10     |
| Aarne Salovaara    | Finnland       | 45,89     |
| Armas Pesonen      | Finnland       | 45,18     |
| Juho Halme         | Finnland       | 44,96     |
| Carl Bechler       | Deutschland    | k. A.     |
| John Johansen      | Norwegen       | k. A.     |
| Charalambos Zouras | Griechenland   | k. A.     |
| Henry Leeke        | Großbritannien | k. A.     |
| Hugo Wieslander    | Schweden       | k. A.     |
| Jimmy Tremeer      | Großbritannien | k. A.     |

Für Aarne Salovaara werden bei Sports-Reference in zwei verschiedenen Tabellen zum selben Resultat zwei unterschiedliche Weiten angegeben. Neben den oben aufgeführten 46,81 m finden sich noch 45,89 m. Auf die Platzierung in der Qualifikation und im Endresultat hat dies jedoch keine Auswirkungen.

#### Gruppe B
| Athlet          | Land           | Weite (m) |
| --------------- | -------------- | --------- |
| Eric Lemming    | Schweden       | 53,69     |
| Arne Halse      | Norwegen       | 50,57     |
| Evert Jakobsson | Finnland       | k. A.     |
| Jarl Jakobsson  | Finnland       | k. A.     |
| Ernest May      | Großbritannien | k. A.     |

In der Qualifikation ausgeschieden und im Endresultat nicht unter den ersten Sechs:

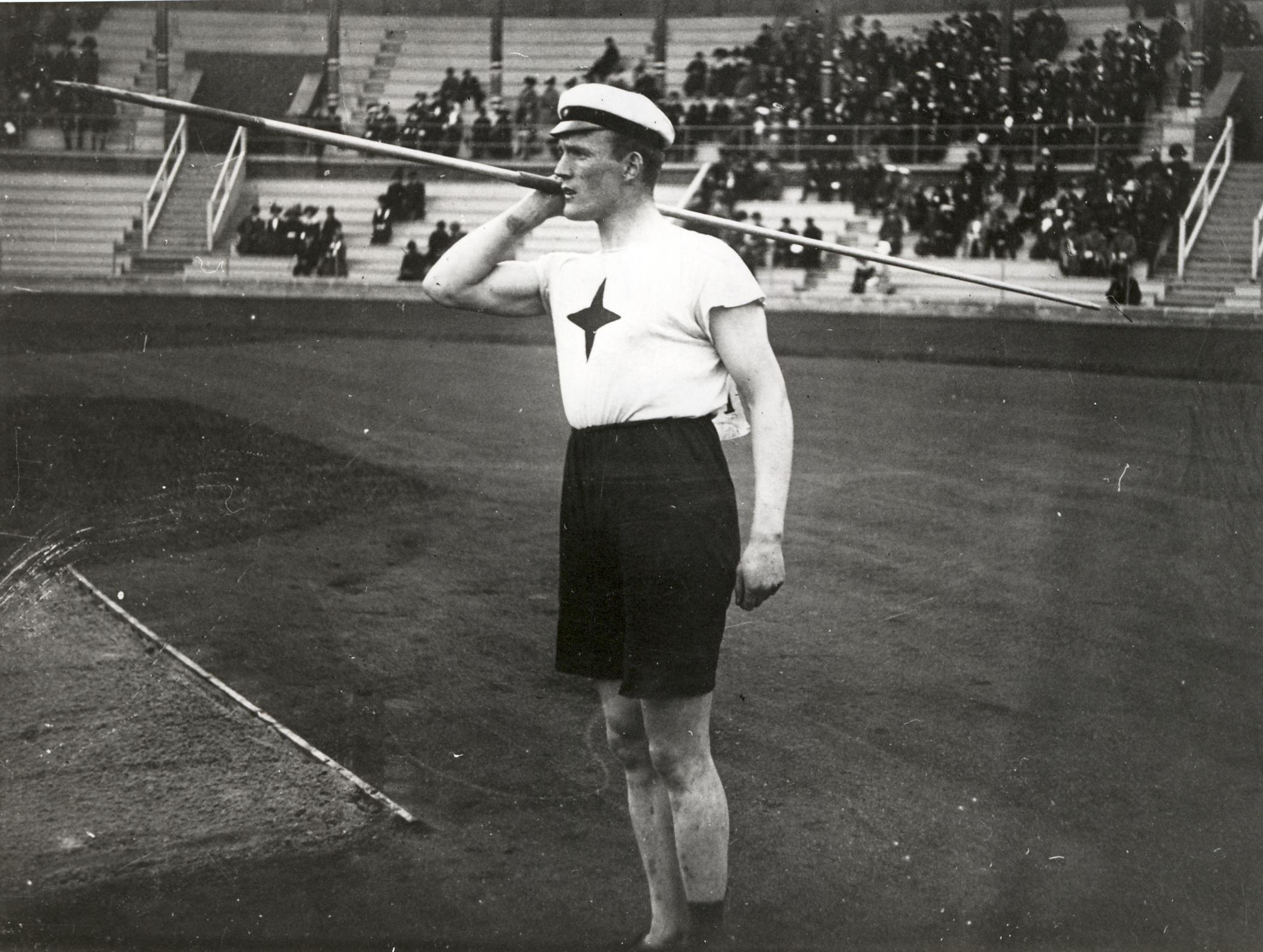
Hugo Wieslander, Zehnkampf-Olympiasieger von 1912, Gruppe A
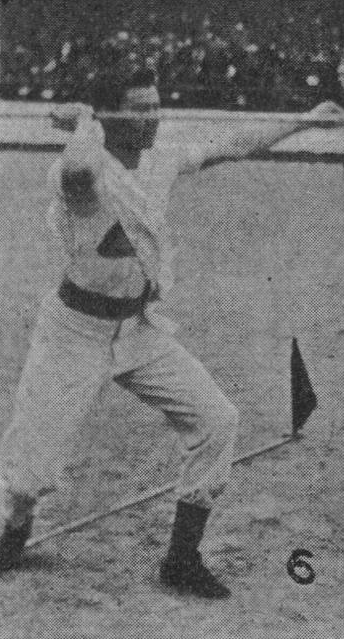
Evert Jakobsson, Gruppe B
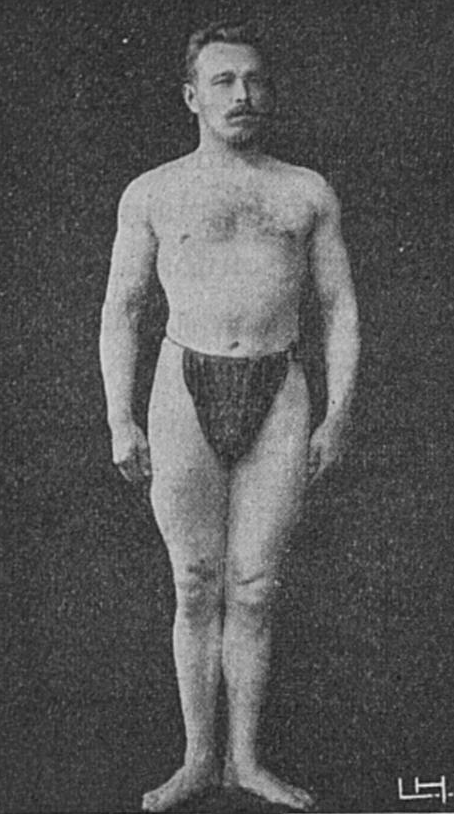
Jarl Jakobsson, Gruppe B

### Finale und Endergebnis
| Platz                                                             | Name            | Land     | Weite (m) |
| ----------------------------------------------------------------- | --------------- | -------- | --------- |
| 1                                                                 | Eric Lemming    | Schweden | 54,83 OR  |
| 2                                                                 | Arne Halse      | Norwegen | 50,57000  |
| 3                                                                 | Otto Nilsson    | Schweden | 47,11000  |
| 4                                                                 | Aarne Salovaara | Finnland | 46,81000  |
| 5                                                                 | Armas Pesonen   | Finnland | 45,17000  |
| Alle weiteren Werfer einschließlich Juho Halme ohne Weite benannt |                 |          |           |

| Platz | Name            | Land     | Weite (m) |
| ----- | --------------- | -------- | --------- |
| 1     | Eric Lemming    | Schweden | 54,83 OR  |
| 2     | Arne Halse      | Norwegen | 50,57000  |
| 3     | Otto Nilsson    | Schweden | 47,10000  |
| 4     | Aarne Salovaara | Finnland | 45,89000  |
| 5     | Armas Pesonen   | Finnland | 45,18000  |
| 6     | Juho Halme      | Finnland | 44,96000  |

Der Schwede Eric Lemming nahm hier bereits an seinen dritten Olympischen Spielen seit 1900 teil, wobei die Athener Zwischenspiele von 1906 gar nicht mitgezählt sind. Bisher waren seine olympischen Auftritte von eher mäßigem Erfolg beschieden. In Athen hatte erstmals Lemmings Spezialdisziplin auf dem Programm gestanden. Dort hatte er mit neuem Weltrekord gesiegt. Auch hier in London hatte Lemming den ersten Speerwurfwettbewerb im freien Stil bereits gewonnen und errang nun in der Konkurrenz nach der heutigen Griffvariante seine zweite Goldmedaille. Dabei stellte er einen neuen olympischen Rekord auf. Die Schreibweise seines Vornamens ist trotz seiner Erfolge – auch 1912 gewann er noch einmal olympisches Gold – nicht eindeutig. In den verschiedenen Quellen findet sich wie hier mit „Eric“ am Ende ein „c“, oft allerdings gibt es auch die Variante „Erik“ mit einem „k“ am Ende.
Insgesamt gab es eine große skandinavische Überlegenheit in dieser Konkurrenz. Unter den ersten Sechs waren ausschließlich Schweden, Norweger und Finnen.

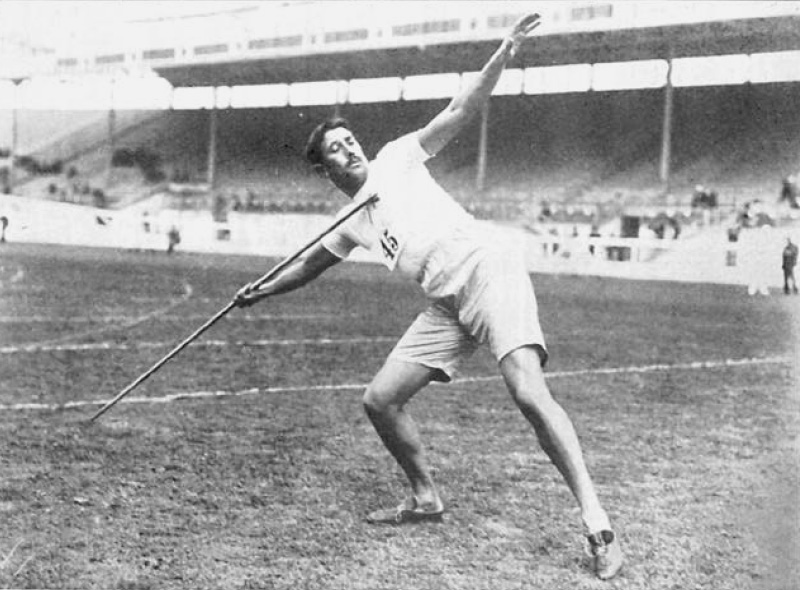
Der Speerwurf-Doppelolympiasieger von London, Eric Lemming
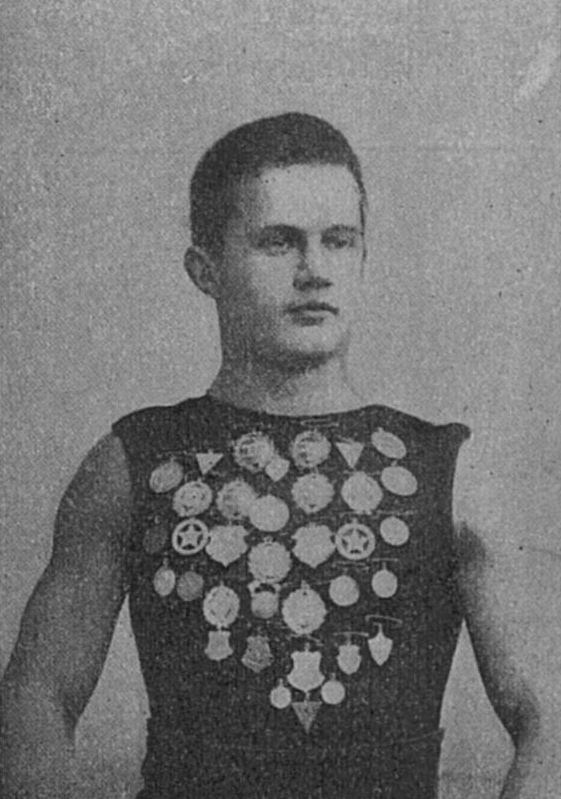
Der viertplatzierte Aarne Salovaara
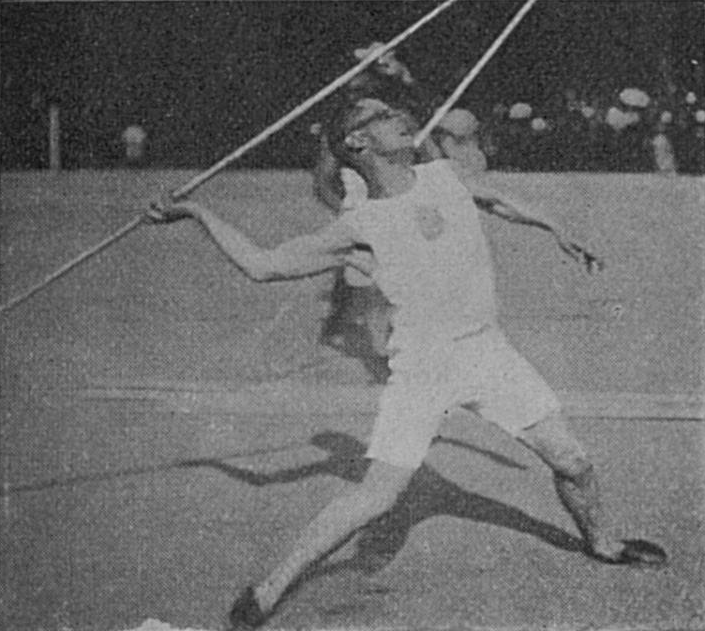
Armas Pesonen – hier in einer Aufnahme des Jahres 1909 – belegte Rang fünf
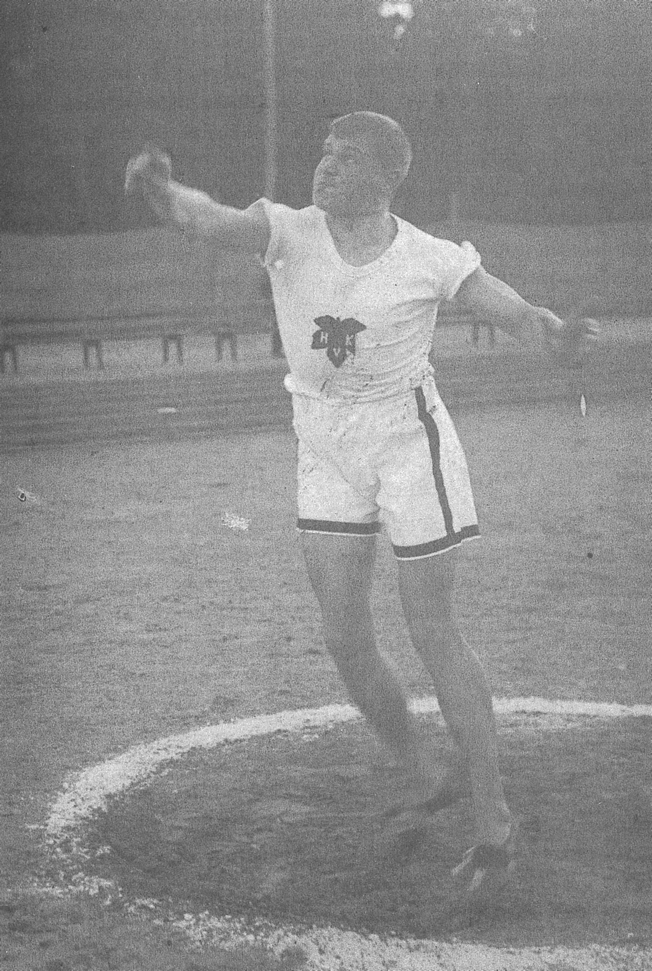
Juho Halme – hier beim Kugelstoßen – wurde Olympiasechster